# Zhang Leping
Zhang Leping (chino simplificado: 张乐平; tradicional: 張樂平, 10 de noviembre de 1910 - 27 de septiembre de 1992) fue un historietista y pintor chino creador de Sanmao. Zhang nació en el condado de Haiyan de la ciudad de Jiaxing, provincia de Zhejiang. Originalmente llamado Zhang Sheng. Desempeñó un papel clave en el desarrollo del cómic o manhua moderno en China y es recordado principalmente por su creación de Sanmao .

## Primeros años de vida
En 1924, Zhang vivía en extrema pobreza y no pudo continuar su educación primaria . En el otoño de 1927 su región fue atacada por el ejército de la Expedición del Norte. En 1928, a la edad de 18 años, con el apoyo de sus familiares, los maestros le recomendaron que volviera a ingresar a la escuela para recibir educación artística formal. 
En poco tiempo ocurrió el Incidente del 28 de enero de 1932 en Shanghai y su talento artístico encontraría demanda. China utilizaría los cómics en la campaña antijaponesa en diferentes publicaciones.  Su carrera como historietista comenzaría oficialmente en 1934. En apenas un año pasaría a formar parte del equipo de propaganda de cómic antijaponés.
Cuando creó Sanmao en 1935, Shanghai tenía una vibrante escena editorial y de caricaturistas. Revistas como Shanghai Manhua recolectaban lo mejor de la ciudad y tendencias mundiales. Con la historieta Sanmao, su principal objetivo era transmitir las dificultades de sociedad en China a través de los ojos de los niños, especialmente los huérfanos. Quería expresar su preocupación por las jóvenes víctimas, en particular los huérfanos en las calles. Por lo tanto, Sanmao se convirtió en el símbolo de esos niños.

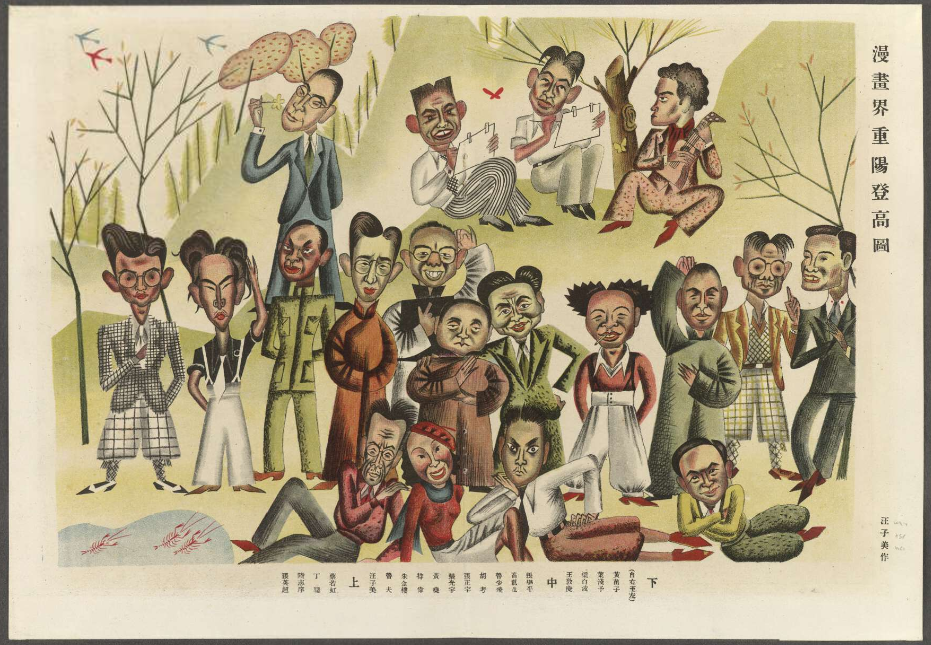
Página doble de la revista Shanghai Manhua (上海漫畫) de 1936, con los principales caricaturistas de la ciudad. Zhang Leping es el primero de la fila del medio de derecha a izquierda, recostado en el árbol.

## Logros
En la década de 1950 trabajó para la Editorial de Bellas Artes del Pueblo de Shanghai, el Liberation Daily con sede en Shanghai y la Editorial para Jóvenes y Niños de Shanghai. 
Durante la Revolución Cultural, Zhang enfrentó persecución y, en consecuencia, se vio obligado a dejar de escribir. Después de la Revolución Cultural, se trasladó del Liberation Daily a la Editorial Infantil. El 1 de junio de 1977, tras diez años de ausencia, Zhang volvió a su cómic Sanmao.
En 1983, Zhang Leping recibió el premio "Niños y jóvenes trabajadores avanzados nacionales". Ese mismo año contrajo la grave enfermedad de Parkinson; A pesar de las dificultades que encontró para dibujar, continuó su carrera como historietista. En 1985, recibió el "Premio Yushu" y se convirtió en editor en jefe de la revista Manga World de Shanghai. Produjo su última tira cómica en 1986, titulada Las personas en la vejez (人到老年).
En 1989, Sanmao, la reconocida escritora taiwanesa (nombre original Chen Ping), vino a Shanghai a buscarle entablando una larga y afectiva amistad. En sus últimos años, Zhang Leping dedicó gran entusiasmo a los intercambios culturales entre los dos lados del Estrecho de Taiwán . En 1991, ganó el premio especial por su ensayo El amor de la gente a través del Estrecho de la Central People's Broadcasting Station . El 4 de abril de 1991 se publicó en el Liberation Daily su último cómic, "Gato alimentando ratones". En el invierno del mismo año, Zhang decidió donar el manuscrito  de Sanmao al Museo de Arte de Shanghai . 
El 27 de septiembre de 1992, Zhang Leping murió en el Hospital Huadong de Shanghai; tenía 81 años.
Los cómics de Sanmao fueron traducidos a lo largo de su carrera y presentados en otros países. El personaje también ha sido adaptado en varias películas, dibujos animados y musicales teatrales. 

## Después de la muerte
En 1997 se celebró un juicio público en el Primer Tribunal Popular Intermedio de Shanghai para resolver la demanda sobre quién poseía los derechos del personaje y los cómics de Sanmao tras la muerte del autor. La sentencia fue mayormente favorable a la viuda y a los hijos del autor. 
El Premio al Libro Ilustrado Zhang Leping se fundó en su honor en 2016. 
En 2024, durante la Feria Internacional del Libro en Bogotá, la editorial Piedra Tijera Papel publicó la primera versión en español de Crónicas de Sanmao.

## enlaces externos
- Sitio web oficial de Sanmao
- Cuentos del viejo Shanghai: periódicos y publicaciones periódicas, dibujos animados

- Datos: Q197232
- Multimedia: Zhang Leping / Q197232